# Théâtre coréen de la comédie musicale

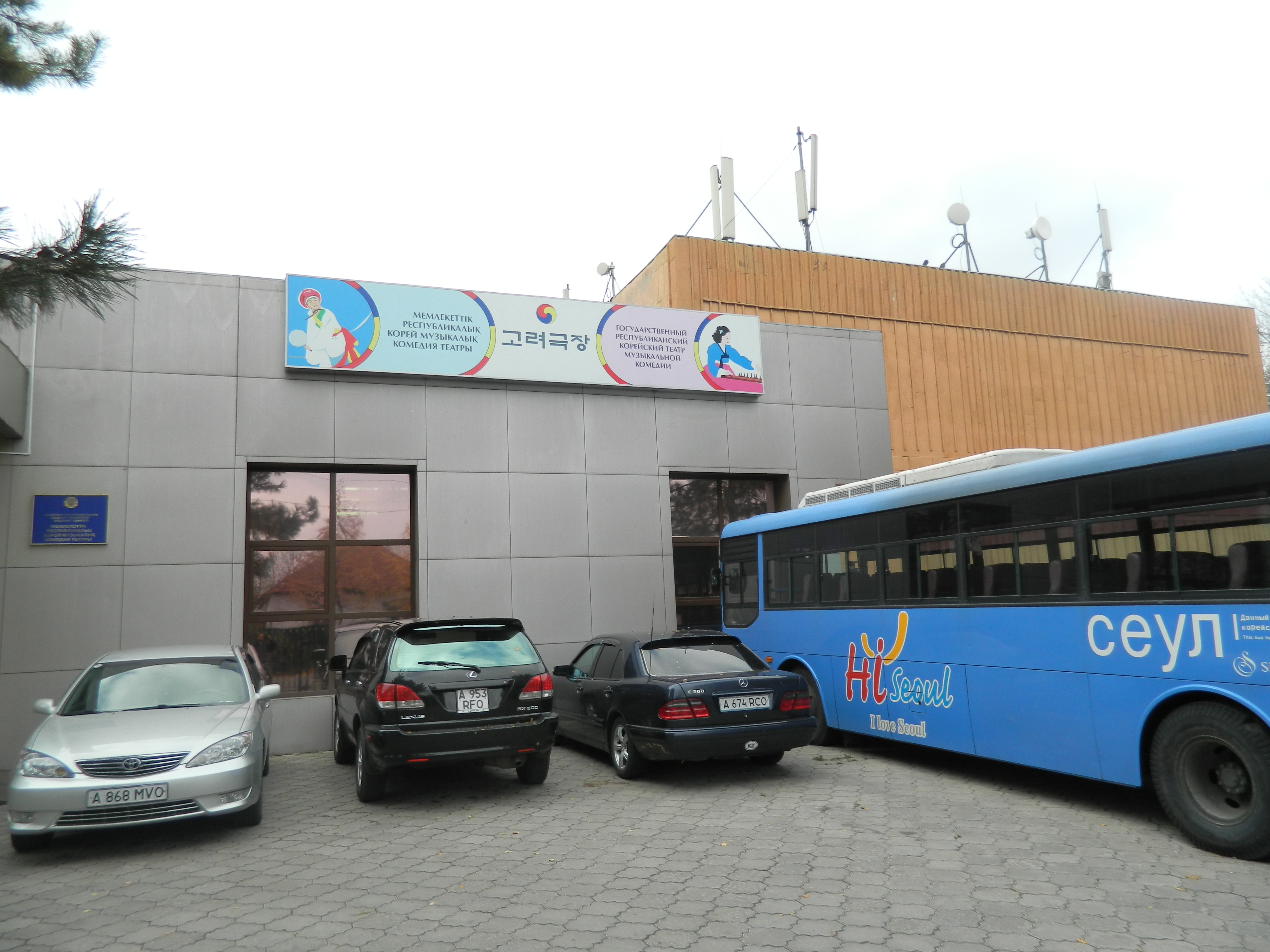
Le théâtre à Almaty

Le Théâtre républicain coréen de la comédie musicale fut fondé en 1932 à Vladivostok puis transféré à Kyzylorda en 1937 avant de s'installer à Almaty en 1968. Il est lié à la présence koryo-saram sur les territoires de l'ex-URSS.

## Histoire
À l'origine itinérant et opérant dans l'Extrême-Orient russe, il eut comme premier directeur Kim Tkhyai. Le théâtre avait alors à son répertoire des spectacles tirés de pièces coréennes. Après la déportation des Koryo-sarams en Asie centrale en 1937, une partie du théâtre se retrouva à Kyzylorda et une autre à Tachkent. La troupe de Kyzylorda était itinérante, pour la population koryo-saram, ce qui signifie par exemple qu'elle jouait devant les ouvriers des kolkhozes coréens. Durant la Seconde Guerre mondiale, le théâtre joua des pièces patriotiques. En 1950, les troupes de Tachkent et de Kyzylorda furent réunies à Ushtobe (en) et, à partir de 1955, le théâtre effectua des tournées dans toute l'URSS. En 1968, le théâtre fut installé à Almaty dans un lieu qu'il partageait avec le théâtre ouïghour. En 1982, il reçut l'Ordre de l'Insigne d'honneur.

## Le théâtre
Il comprend 198 places et donne de 50 à 70 spectacles chaque année qui attirent environ 35 000 spectateurs chaque année.
Il se situe 70/1 rue Papanin et est desservi par les lignes de bus 74 et 121.

## Composition
- l'ensemble Samulnori
- Direction : Lyubov Ni[7]
- Direction musicale : Georgy Yun[8]

## Quelques spectacles présentés
- 2013 : La Légende d'Arirang[9]
- Nauriz (le nouvel an perse)[10]